# Richard Bars
Richard Erich Alfred Bars (* 15. August 1890 in Spandau; † 5. Oktober 1987 in Hamburg) war ein deutscher Librettist und Textdichter.

## Leben
Ab 1919 war Bars Vorstandsmitglied im Verband deutscher Bühnenkomponisten und Bühnenschriftsteller. Zusammen mit dem Urheberrechtler Wenzel Goldbaum gründete er 1923 die Zentralstelle für Bühnenautoren und -verleger. Ihr folgte die Versorgungsstiftung der Textdichter – ebenfalls eine Initiative von Richard Bars.
Unter seiner Mitwirkung entstand 1945 der Bund deutscher Librettisten und Liederdichter, der sich Anfang der 1960er-Jahre den heutigen Namen „Deutscher Textdichterverband“ gab.
Richard Bars gehörte dem Aufsichtsrat der GEMA an. Der Nachlass von Richard Bars und seiner Frau Hertha floss in die GEMA-Stiftung.

## Werke
Musiktheater
- Lady Hamilton – Operette in drei Akten von Richard Bars und Leopold Jacobson. Musik Eduard  Künneke
- Ihre Hoheit – die Tänzerin (Musik Walter Wilhelm Goetze)
- Gasparone
- Die tanzende Helena (Richartz/Bars, Oehl)
- Der Liebling der Welt. Operette. UA 04.12.1942 im Metropol-Theater Berlin. Musik: Willy Geiser

Film
- Die Brigantin von New York (Drehbuch, Deutschland 1924, Regie: Hans Werckmeister)

Lieder
- Ich bin in einen Mund verliebt
- Das Lied vom schwachen Stündchen (Musik Walter Wilhelm Goetze)

## Auszeichnungen
- 1965 Silbernes Blatt der Dramatiker-Union
- 1980 Goldene Nadel der Dramatiker-Union
- Ehrenmitgliedschaft der GEMA